# Gottfried Mind

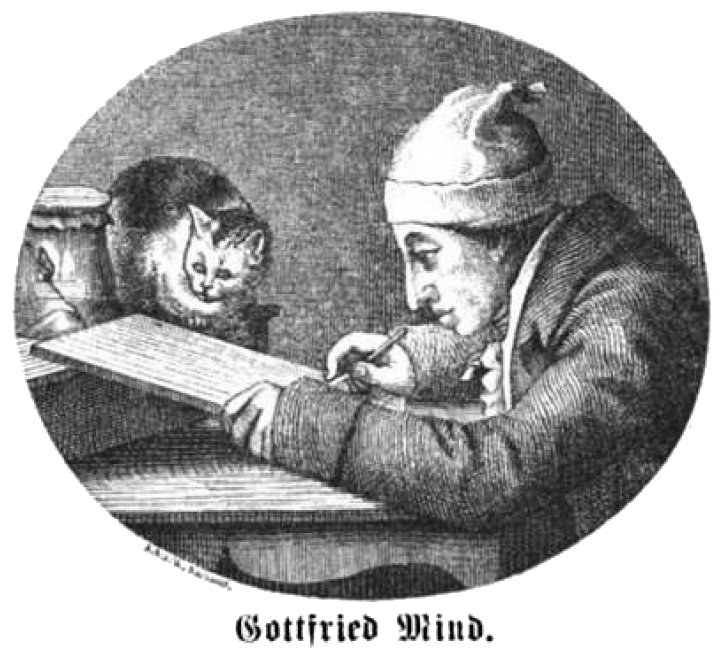
Gottfried Mind

Gottfried Mind (* 25. September 1768 in Bern; † 7. November 1814 ebenda) war ein Schweizer Inselbegabter und Zeichner, der sich auf Kinder- und Tiermotive spezialisierte. Aufgrund seiner gelungenen Katzenzeichnungen wurde er als Katzen-Raffael bekannt.

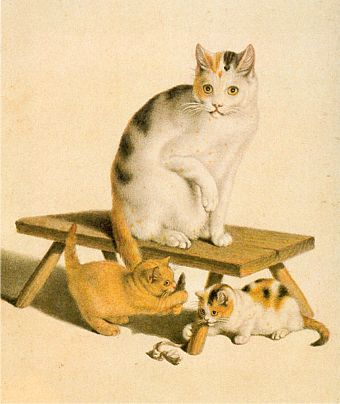
Katzen, Aquarell von Gottfried Mind

## Leben
Mind wuchs in einfachen Verhältnissen auf, war körperlich behindert und geistig zurückgeblieben. Er fiel schon als Kind durch seine Begabung im Zeichnen und Schnitzen auf. Um 1775–1780 lebte er in Johann Heinrich Pestalozzis Erziehungs- und Arbeitsanstalt Neuhof in Birr, wo er im Bereich der bildenden Kunst eine Begabung zeigte, aber weder das Schreiben noch das Rechnen erlernen konnte. Nach der Schliessung des Neuhofs 1780 nahm ihn die Familie des Berner Malers Sigmund Freudenberger auf, in dessen Atelier er zunächst als Kolorator und Zeichner arbeitete. Nach Freudenbergers Tod arbeitete Mind weiter in dessen Atelier. Mind starb im Alter von 46 Jahren an einer Lungenkrankheit.

## Werk
Mind zeichnete vor allem ländliche Genreszenen mit Kindern sowie Haustiere, insbesondere Katzen. Er wies ein überdurchschnittliches Erinnerungsvermögen für visuelle Eindrücke auf und zeichnete fast nie nach der Natur, sondern nach der Erinnerung. Seine Katzenbilder zeichnen sich aus durch anatomische Genauigkeit und Einfühlungsvermögen in das häusliche Leben der Tiere, die er z. B. beim Jagen, Spielen oder Schlafen darstellte. Die französische Malerin Élisabeth Vigée-Lebrun prägte den Spitznamen Katzen-Raffael für ihn.